# 革叶茴芹
革叶茴芹（学名：Pimpinella coriacea）为伞形科茴芹属的植物，为中国的特有植物。分布在中国大陆的贵州、广西、四川、云南等地，生长于海拔950米至3,200米的地区，多生在沟边及林下，目前尚未由人工引种栽培。